# باشگاه والیبال مورسیا
باشگاه والیبال مورسیا (انگلیسی: CAV Murcia 2005) اتلتیکو مورسیا ۲۰۰۵ که به دلیل حمایت اسپانسر گروپو با نام عنوان گروپو ۲۰۰۲ مورسیا نیز شناخته شده می شود، یک باشگاه والیبال زنان مستقر در مورسیا اسپانیا است. بازی‌های خانگی تیم در پابلون پرنسیپ د آستوریاس در مورسیا برگزار می شود.